# Environmental Claims Journal
Das Environmental Claims Journal (abgekürzt Environ. Claims J.) ist eine wissenschaftliche Fachzeitschrift, die vierteljährlich im Peer-Review-Verfahren bei Taylor & Francis erscheint. Die Zeitschrift behandelt Ansprüche und Haftungen, die sich aus Umweltrisiken ergeben und erschien erstmals 1988. Veröffentlicht werden Beiträge über Ansprüche aus Betriebsversicherungen oder Umweltversicherungen, Ansprüche aus Umweltdelikten sowie Gesetze, Vorschriften und die Rechtssprechung, die die Grundlage für diese Ansprüche bilden. Dabei werden Umweltmedien wie Luft, Trinkwasser, Grundwasser, Boden sowie im Handel befindliche und natürlich vorkommende Chemikalien behandelt. Chefredakteur ist Howard M. Tollin.